# Züri-Woche
Die Züri-Woche (Eigenschreibweise: Züri Woche oder ZüriWoche) war eine Gratis-Wochenzeitung für den Grossraum Zürich, die von 1982 bis 1999 als Nachfolgerin des Züri Leu erschien und eine Auflage von 250'000 Exemplaren erreichte. Gründer und redaktioneller Leiter war Karl Lüönd, der bereits Chefredaktor des Züri Leu gewesen war. Anteilseigner waren Walter Frey (50 Prozent), die Basler Zeitung Medien (35 Prozent) und Beat Curti (15 Prozent).